# 普雷爾維尤 (阿肯色州)
普雷爾維尤（英語：Prairie View）是位於美國阿肯色州洛根縣的一個非建制地區。該地的面積和人口皆未知。

## 地理
普雷爾維尤的座標為35°20′04″N 93°31′05″W / 35.33444°N 93.51806°W，而該地的平均海拔高度為129米（即423英尺）。